# Sphagnum novae-caledoniae
Sphagnum novae-caledoniae är en bladmossart som beskrevs av Jean Édouard Gabriel Narcisse Paris och Warnstorf 1910. Sphagnum novae-caledoniae ingår i släktet vitmossor, och familjen Sphagnaceae. Inga underarter finns listade i Catalogue of Life.